# Wieleń
Wieleńⓘ (daw. Wieleń nad Notecią; niem. Filehne, niemiecka część 1927–1939 Deutsch Filehne) – miasto w woj. wielkopolskim, w powiecie czarnkowsko-trzcianeckim, położone nad Notecią, siedziba gminy miejsko-wiejskiej Wieleń.
Prywatne miasto szlacheckie lokowane w 1448. W 1580 położone było w powiecie poznańskim województwa poznańskiego. 
W latach 1975–1998 miasto administracyjnie należało do woj. pilskiego. Ośrodek usługowo-przemysłowy; zakłady konstrukcji stalowej, drzewne i materiałów budowlanych.
Według danych z 30 czerwca 2013 miasto liczyło 6022 mieszkańców.

## Nazwa
Etymologia ludowa wywodzi nazwę Wieleń od jeleni żyjących w okolicznej puszczy. Druga hipoteza wywodzi najstarszą formę wyrazową od starosłowiańskiego imienia Wielisław. Najbardziej przekonujące wydaje się jednak stwierdzenie, że Wieleń jest nazwą topograficzną, oznaczającą kraj pagórkowaty albo gród na wzniesieniu. Miejscowość po raz pierwszy w zlatynizowanej formie castrum Velun notuje Gall Anonim w swojej Kronice polskiej spisanej w latach 1112–1116.

## Historia

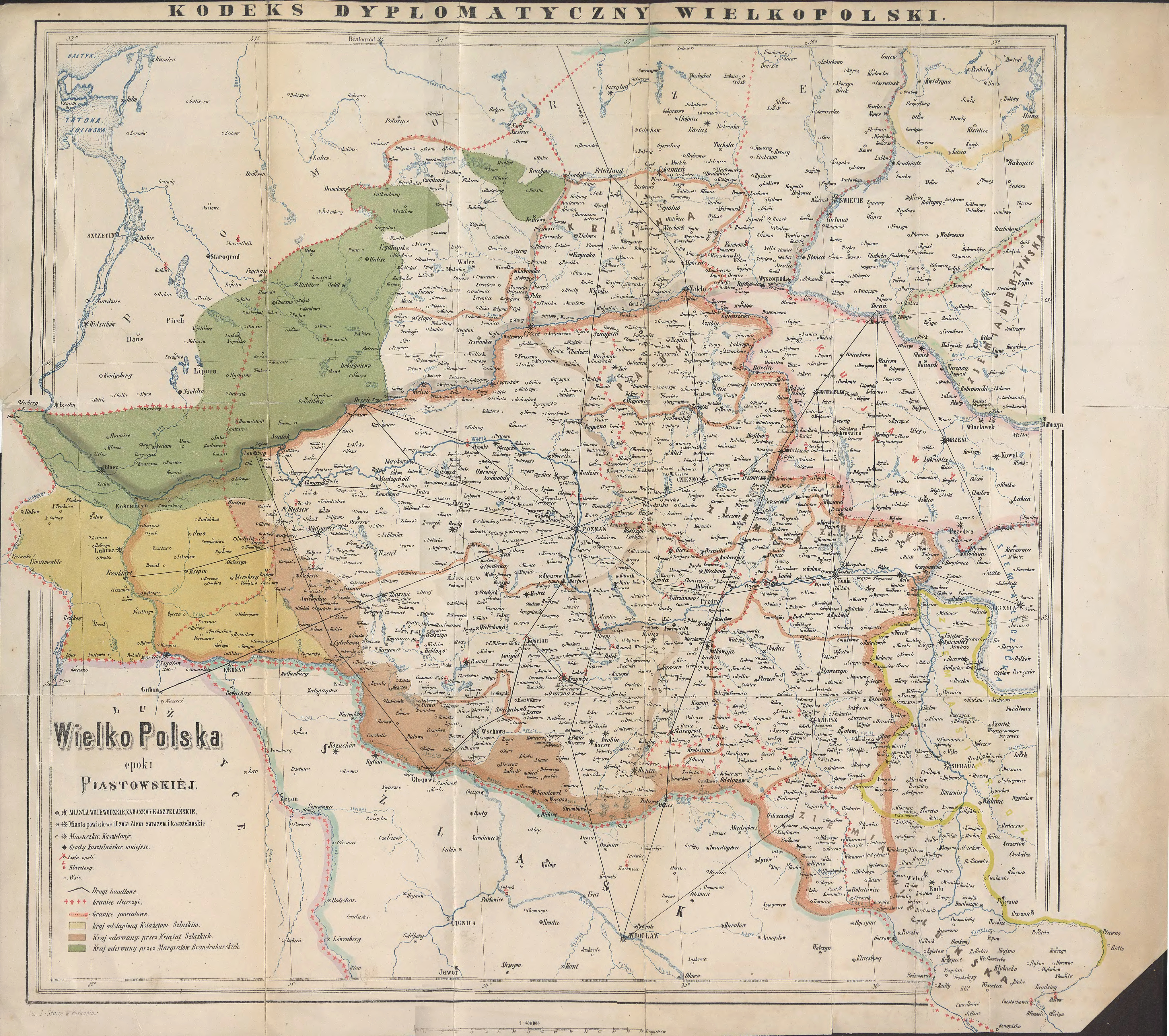
Wieleń na historycznej mapie Wielkopolski sporządzonej w 1888 roku według danych zaczerpniętych z Kodeksu dyplomatycznego.

Historycznie miejscowość związana jest z Pomorzem oraz Wielkopolską, co znajduje potwierdzenie w średniowiecznych  dokumentach zawartych w Kodeksie dyplomatycznym. W X–XII wieku ze względu na położenie przy przeprawie przez Noteć był ważnym grodem strategicznym broniącym pogranicza wielkopolsko-pomorskiego. Wzmiankowany przez Jana Długosza przy okazji omawiania walk Bolesława Krzywoustego nad Notecią w latach 1108–1109. W grodzie wieleńskim bronił się lokalny władca Gniewomir z Czarnkowa, który poniósł śmierć w czasie oblężenia Wielenia przez wojska Bolesława.
Gród wieleński, położony w niezaludnionych okolicach, miał przede wszystkim znaczenie strategiczne stając się ośrodkiem wymiany handlowej. W 1213 roku po raz pierwszy wzmiankowany w łacińskich dokumentach jako kasztelania w notatce Thomas castell de Velem. W 1228 książę wielkopolski Władysław Odonic Wlodzizlaus Odonis filius nadał klasztorowi w Lubiążu 3000 łanów w jednej z części na terytorium Welenia in territorio Wellensi circa Lubzesko et Bytin. W następnym nadaniu sygnowanym przez tego księcia z 1233 miejscowość określona została jako forteca, zamek castro nostro in Willehn nuncupato.
W 1298 Władysław Łokietek nadał zamek (castrum) Wieleń oraz miasto Wronki i kilka wsi kasztelanowi Wincentemu z Szamotuł. W 1335 na zamku w Wieleniu przebywał król Kazimierz Wielki. W 1350 margrabia Ludwik po raz pierwszy określił Wieleń miastem. W 1458 w spisie miast wielkopolskich, które miały wystawić zbrojnych na wojnę pruską zaliczony został do najmniejszych miasteczek zobowiązanych do wystawienia jednego zbrojnego.
Na temat życia miasteczka w czasie pierwszych dziesięcioleci po lokalizacji nie zachowały się żadne źródła. W 1510 w Wieleniu znajdowało się 27 domów. Do roku 1515 Wieleń pozostawał własnością królewską, ale Łukasz II Górka dokonał zamiany z królem Zygmuntem I przekazując mu Pobiedziska oraz 8000 florenów zapisane na dzierżawie kościańskiej. Tym samym stał się pierwszym prywatnym właścicielem Wielenia. Właścicielem miasta był Andrzej Górka. Górkowie herbu Łodzia władali miastem do 1592. W późniejszych latach miasto przechodziło w ręce Czarnkowskich, Kostków, Wejherów, Grudzińskich, Opalińskich oraz Sapiehów. Z rodu Kostków właścicielami Wielenia byli od 1591 roku Jan II Kostka (1574–1592) po nim jego syn Jan Kostka (1592–1624), po nim jego syn Mikołaj Aleksander Kostka (1622–1652).
W wyniku I rozbioru Polski Wieleń przeszedł pod panowanie Prus. W 1783 miasto nawiedził wielki pożar, w wyniku którego spaliła się połowa miasta z ratuszem i archiwaliami włącznie. Po zwycięskim dla Polaków powstaniu wielkopolskim (1806), na mocy traktatu w Tylży z 7 lipca 1807, Wieleń włączono do Księstwa Warszawskiego. We wrześniu 1894 otwarto pierwszy żelazny most nad Notecią. Mocą traktatu wersalskiego południowa część miasta wraciła do Polski. Historyczna granica jest dziś granicą pomiędzy diecezjami: Parafia Wniebowzięcia Matki Bożej i Świętego Michała należy do archidiecezji poznańskiej, natomiast Parafia św. Rocha – do diecezji koszalińsko-kołobrzeskiej. Po wojnie dawna część niemiecka stanowiła przez pewien czas odrębną jednostkę administracyjną Wieleń Północny, połączenie nastąpiło w 1977.
W 2021 zrewitalizowany rynek wieleński zdobył nagrodę European Property Awards w kategorii Retail Architecture.

## Demografia

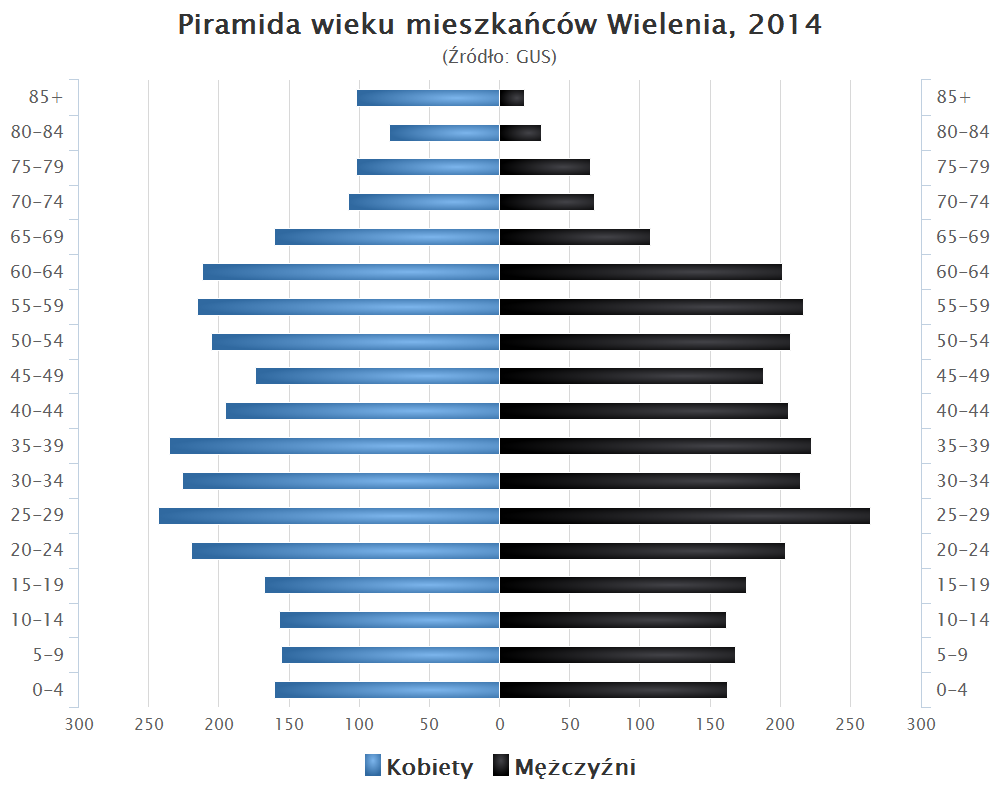
Piramida wieku mieszkańców Wielenia w 2014 roku

## Zabytki
- kościół św. Michała Archanioła i Wniebowzięcia NMP z XVII wieku
- poewangelicki kościół parafialny św. Rocha z 1930
- Pałac Sapiehów z XVIII wieku wzniesiony przez wojewodę smoleńskiego, Piotra Sapiehę. Barokowy pałac stanął w miejscu średniowiecznego zamku.
- Wieża Bismarcka
- budynek strzelnicy z 1850, dawna siedziba Bractwa Kurkowego, a obecnie Miejsko-Gminny Ośrodek Kultury
- domy z końca XVIII wieku

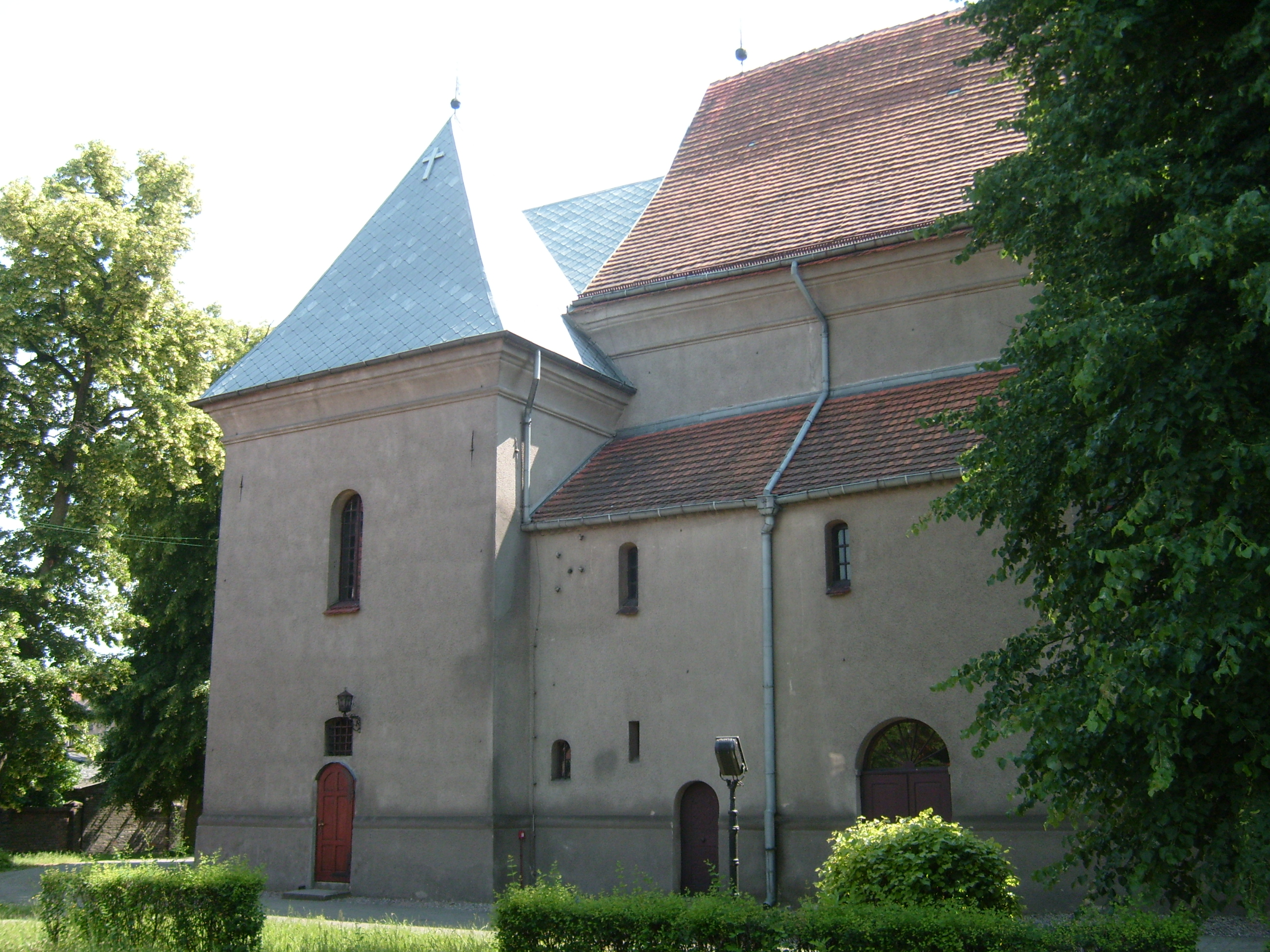
Kościół Wniebowzięcia Matki Bożej i Świętego Michała
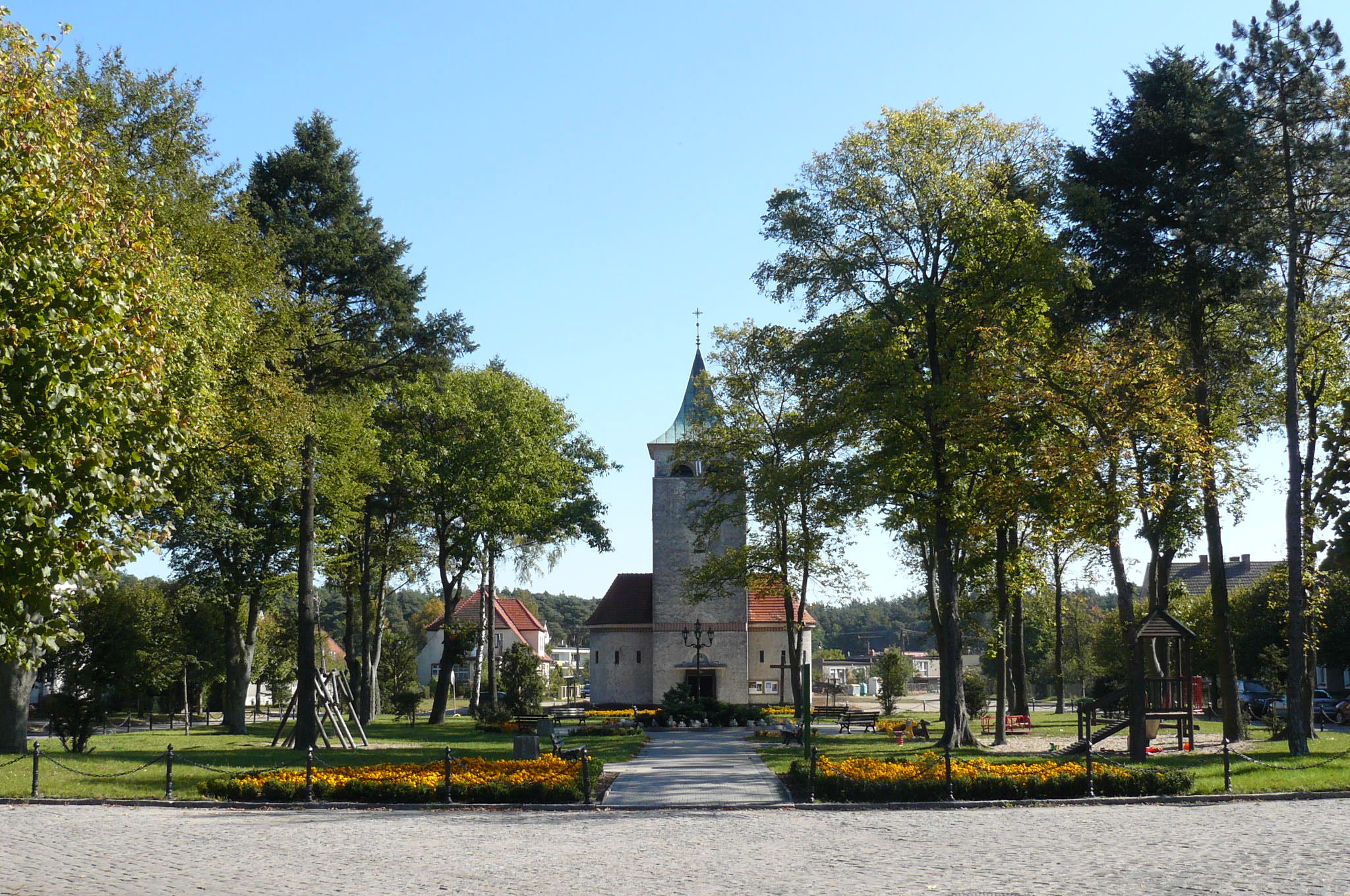
Poewangelicki Kościół św. Rocha
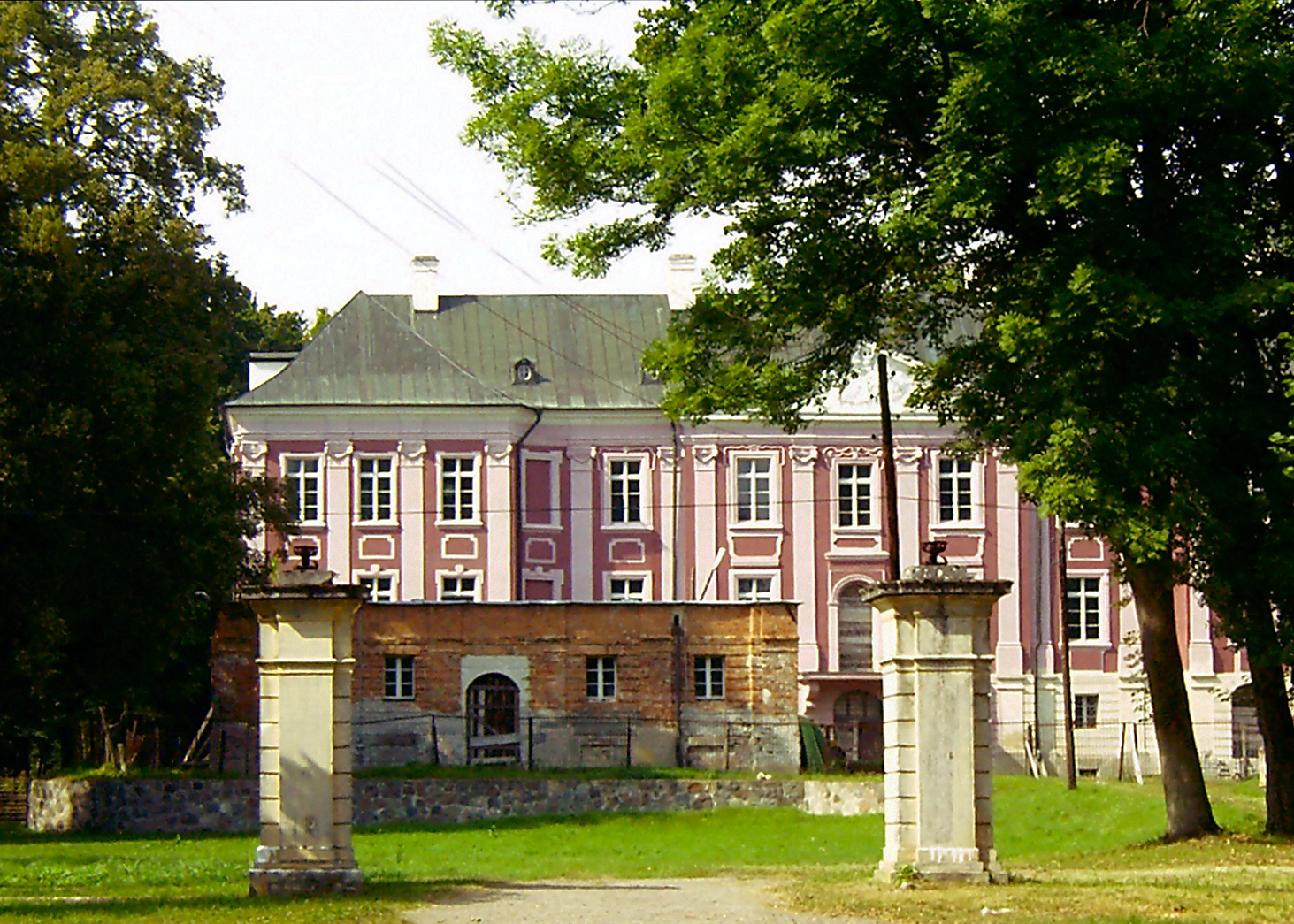
Pałac Sapiehów
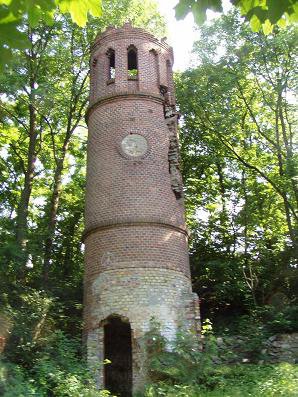
Wieża Bismarcka
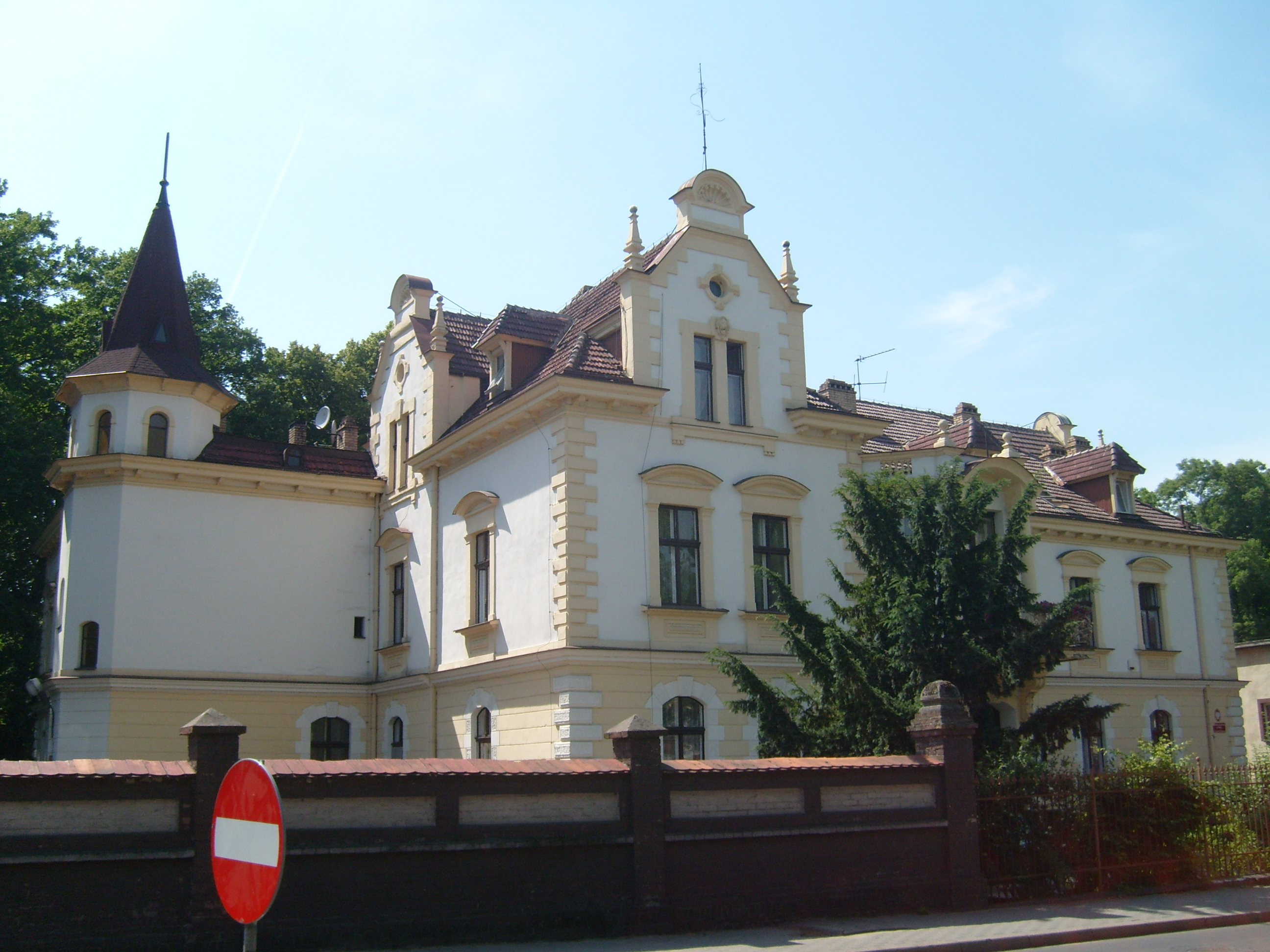
Budynek dawnego starostwa (XIX w.)

## Transport
W mieście krzyżują się drogi wojewódzkie:
- DW135: Piłka – Miały – Wieleń
- DW174: Drezdenko – Wieleń – Kuźnica Czarnkowska
- DW177: Człopa
- DW181: Drezdenko – Wieleń – Czarnków

Przez miasto przebiegają dwie linie kolejowe:
- Krzyż Wielkopolski – Piła ze stacją kolejową Wieleń Północny
- Drawski Młyn – Rogoźno ze stacją kolejową Wieleń Południowy – obecnie nieczynna

W mieście do 31 grudnia 2012 kursowały autobusy komunikacji miejskiej Przedsiębiorstwa Komunikacyjnego „Noteć” na trasie z Wielenia Północnego przez dworzec PKP do nieczynnej stacji kolejowej Wieleń Południowy. Linia obsługiwana była autobusem Autosan H9-35, który kursował w godzinach szczytów przewozowych, a jego odjazdy skoordynowane były z rozkładem jazdy pociągów na linii Krzyż Wielkopolski – Piła.

## Sport
Od kilkudziesięciu lat Urząd Miejski w Wieleniu jest współorganizatorem masowego biegu Józefa Nojiego, którego imieniem nazwany jest także mogący pomieścić 2500 widzów stadion miejski. Tam swoje mecze piłkarskie rozgrywa występująca w klasie okręgowej MKS Fortuna Wieleń, którą założono w 1923 roku.